# Golden Hinde (1973)
Pour les articles homonymes, voir Golden Hind (homonymie).
Le Golden Hinde (lancé en 1973) est une réplique grandeur nature du galion de Francis Drake : le Golden Hind (1577).
Cette réplique a été construite de manière traditionnelle à Appledore dans le Devon. Le galion a fait le tour du monde, comme son navire d'origine, et voyagé sur plus de 220 000 km visitant de nombreux ports dans le monde et participé à plusieurs tournages. Depuis 1996, le Golden Hinde est amarré à Bankside, dans le centre de Londres, où il est ouvert au public.

## Historique

### Navire original
Ce navire est une réplique du navire amiral de Francis Drake le Golden Hind, un galion de 1577. Le navire est nommé comme l'original Golden Hinde ("biche dorée"), ce nom vient des armoiries de Christopher Hatton, l'armateur du navire original qui présente un hind, terme héraldique anglais pour la biche.

### Construction
La réplique est une commande de d'Albert Elledge et Art Blum de San Francisco, conçue par l'architecte naval Loring Christian Norgaard et construit par J Hinks & Son à Appledore en Cornoualles, pour un coût de cinq millions de dollars. La quille est posée le 30 septembre 1971 et la construction dure deux ans. Le navire est lancé le 5 avril 1973, baptisé par Lady Diana.

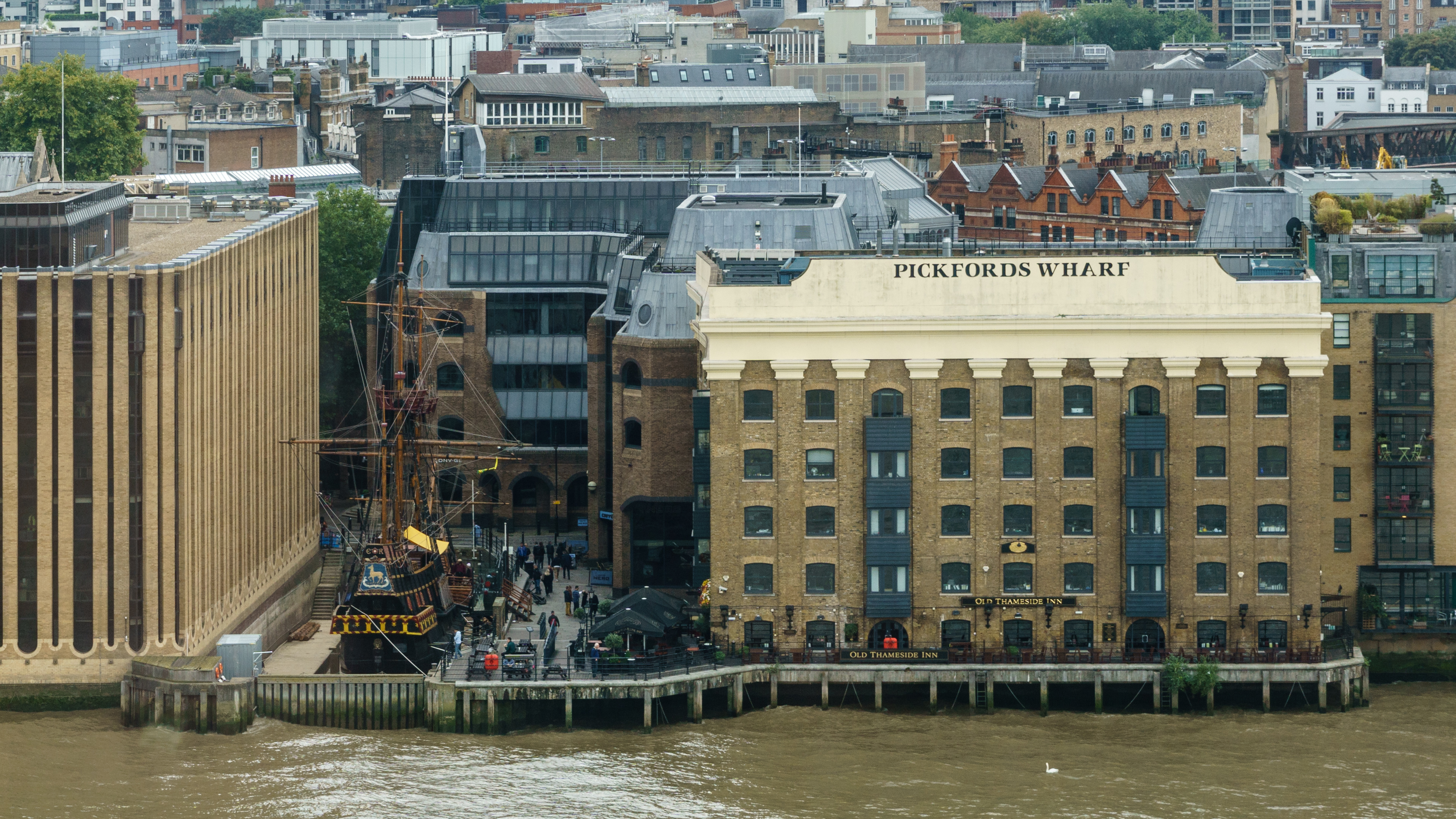
Le Golden Hinde, réplique du Golden Hind (1577) à Bankside, dans le centre de Londres en 2017.

### Voyages
Le Golden Hinde a quitté Plymouth pour son premier voyage à la fin de l'année 1974, arrivant le 8 mai 1975 à San Francisco, pour commémorer la revendication de Francis Drake sur la Californie  lorsqu'il a débarqué au XVIe siècle en l’appelant New Albion. Il est le premier Européen débarqué en Californie. En 1977, le navire participe au tournage de Swashbuckler.
En 1979, le Golden Hinde part pour Hawaii puis le Japon, après avoir terminé le tournage de la série télévisée Shogun, le navire est amarré dans le port de Taura à Yokohama pendant plus de six mois. À partir de la fin de 1979, Il retourne en Angleterre via Hong Kong, Singapour, puis à travers l'océan Indien, la mer Rouge et la Méditerranée pour assister aux célébrations commémorant le 400e anniversaire du retour de Francis Drake en Angleterre.
Entre 1981 et 1984, il est mis à quai en Angleterre comme musée éducatif. Le Golden Hinde navigue autour des îles Britanniques, puis traverse l'Atlantique en 1984 jusqu'à St Thomas dans les Caraïbes.
En 1986, il traverse le canal de Panama pour se rendre en Colombie-Britannique pour l'Exposition universelle de Vancouver où il est la principale attraction du Marine Plaza lors de l'Expo86. En 1987, il commence une tournée de deux ans sur la côte pacifique américaine, visitant des ports des États de Washington, d'Oregon et de Californie. Fin 1988, le galion repasse par le canal de Panama pour poursuivre ses visites portuaires sur le golfe du Mexique puis en 1990-1991, sur la côte est des États-Unis. En 1992, il retourne au Royaume-Uni et passe les quatre années suivantes à visiter des ports européens.

### Navire musée
Depuis 1996, le Golden Hinde est amarré au St Mary Overie Dock, à Bankside, Southwark dans le centre de Londres, entre la cathédrale de Southwark et Clink street ou il accueille des visiteurs et sert de navire musée,.

## Caractéristiques

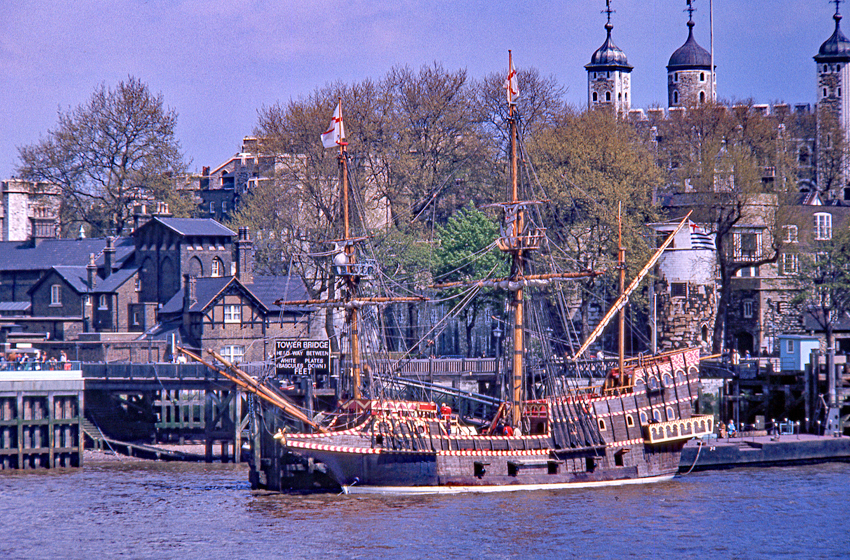
Le Golden Hinde en 1974 avant son voyage transatlantique.

Le Golden Hinde de 1973 est comme son navire original, un galion à trois-mâts à coque bois : bordage en iroko, sur une charpente en chêne, avec une quille en orme,.
Il mesure 37 m de long,, 31,1 m de longueur de coque, 6 à 7 m de largeur, un tirant d'eau de 4,3 m et un déplacement de 277 t à 305 t suivant les sources. Sa propulsion est assurée par 1 moteur auxiliaire diesel de 140 chevaux et 6 voiles constituant 386 m² de surface de voilure, permettant une vitesse maximale de 8 nœuds sous voile.
Le gréement est le suivant :
- mât d'artimon : 1 voile latine ;
- grand-mât : grand-voile carrée et hunier ;
- mât de misaine : voile de misaine carrée et hunier ;
- voiles d'avant : pas de focs, une civadière sous le beaupré.

L'armement, identique au navire original est fonctionnel, se compose de 22 pièces :
- 2 peteras (fusil monté sur un socle pivotant) sur le château arrière et 2 autres sur le château avant ;
- 2 fauconneaux (petit canon à longue portée utilisant un tir de deux livres) sur gaillard d'avant et 2 autres sur le gaillard arrière ;
- 7 canons dans l'entrepont par bordés soit 14 canons de quatre livres (appelé minion en anglais).

Il est conçu pour naviguer en haute mer et pour satisfaire les règlements maritimes modernes, le navire est donc équipée d'un moteur, peu pratique car son arbre d'hélice est décentré par rapport à la quille. L'ancien fouet qui équipait le navire original a été remplacé par une barre à roue conventionnelle.

## Utilisation dans des films
Le Golden Hinde a figuré dans quatre films : Swashbuckler (1977), Shogun (1979), Drake's Venture (1980) et St Trinian's 2: The Legend of Fritton's Gold (2009). Il est également apparu brièvement dans le premier épisode de la série télévisée Shaka Zulu (1986).

## Galerie d'images

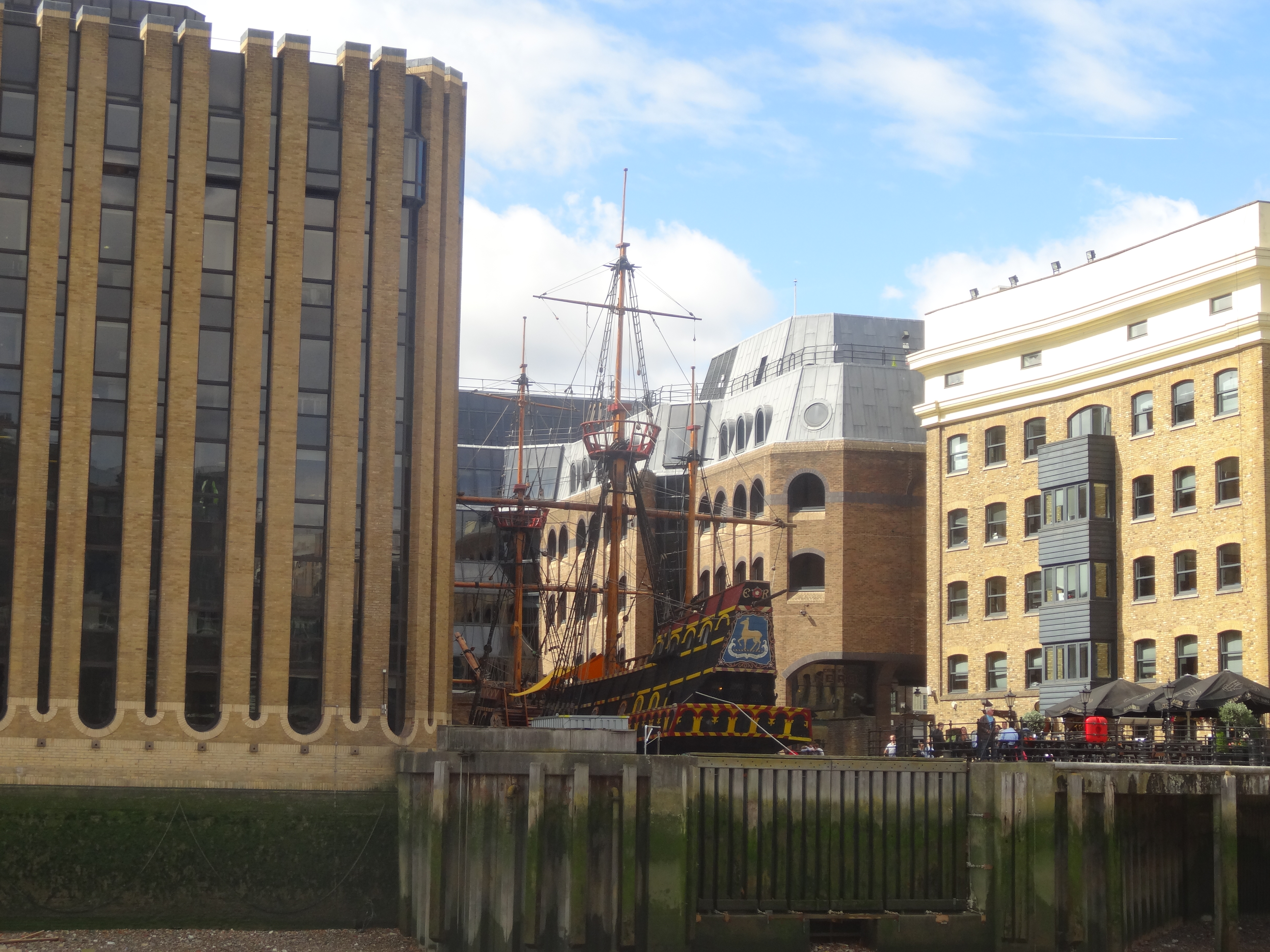
Le navire sur les quais de Londres.
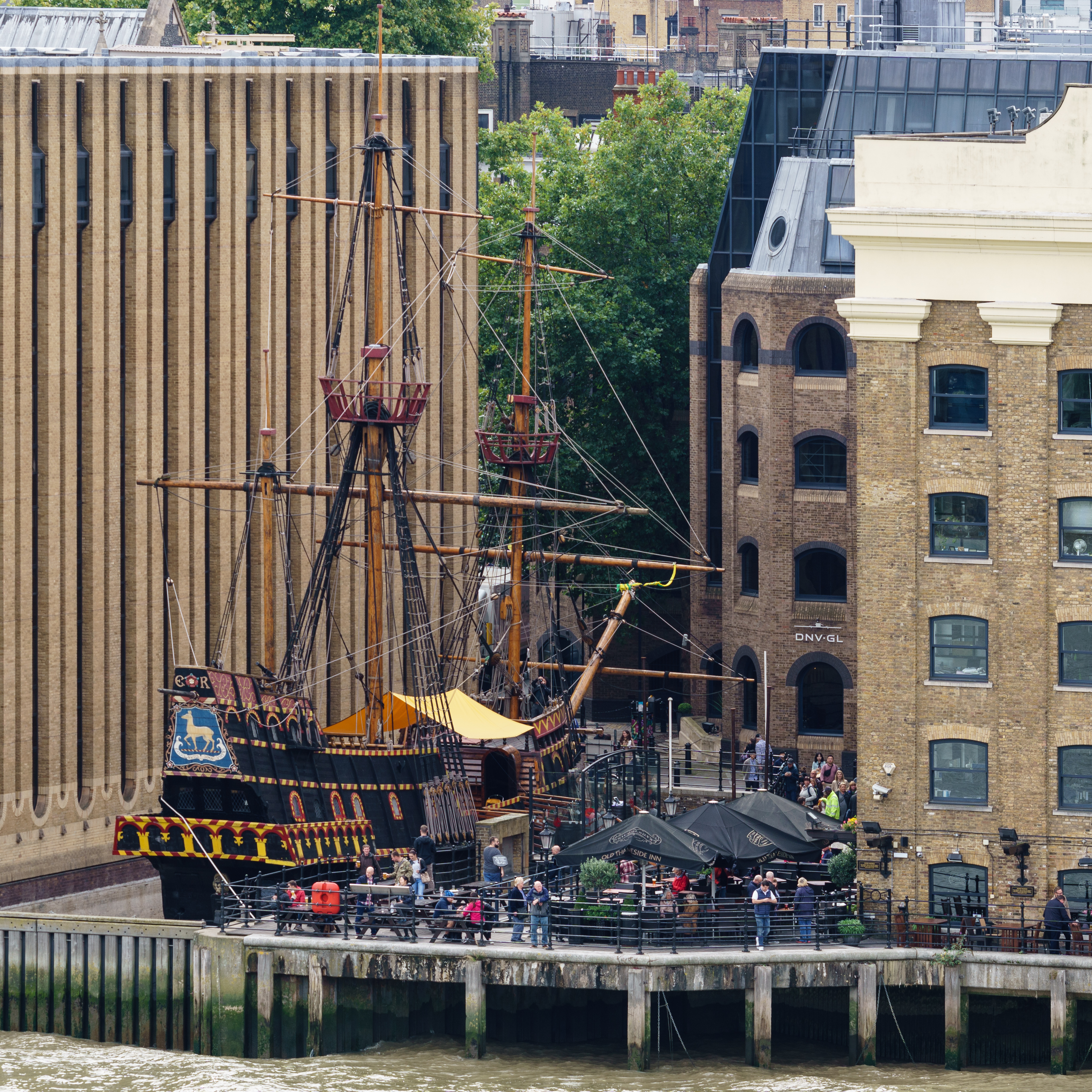
Le navire à quai.
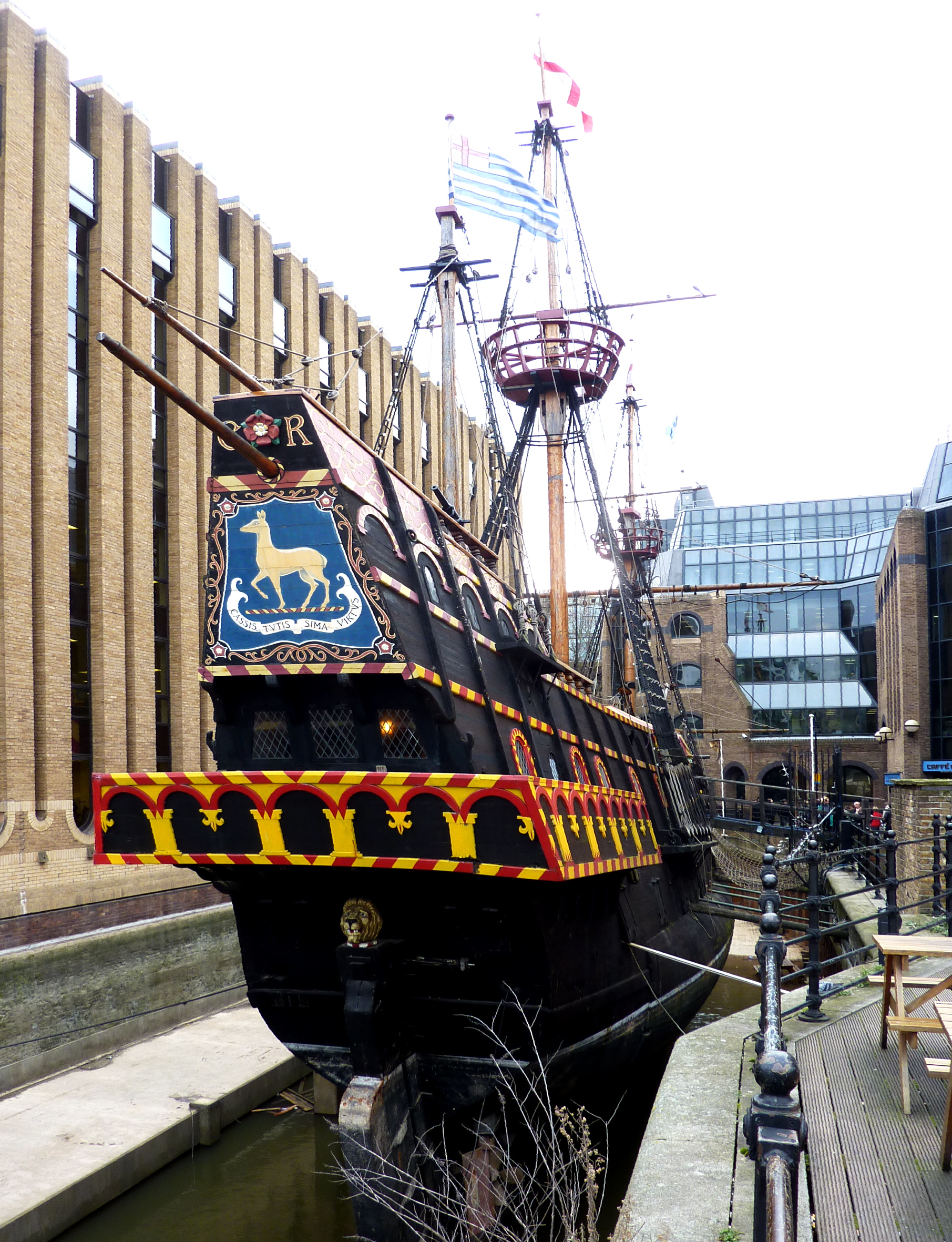
Poupe du navire
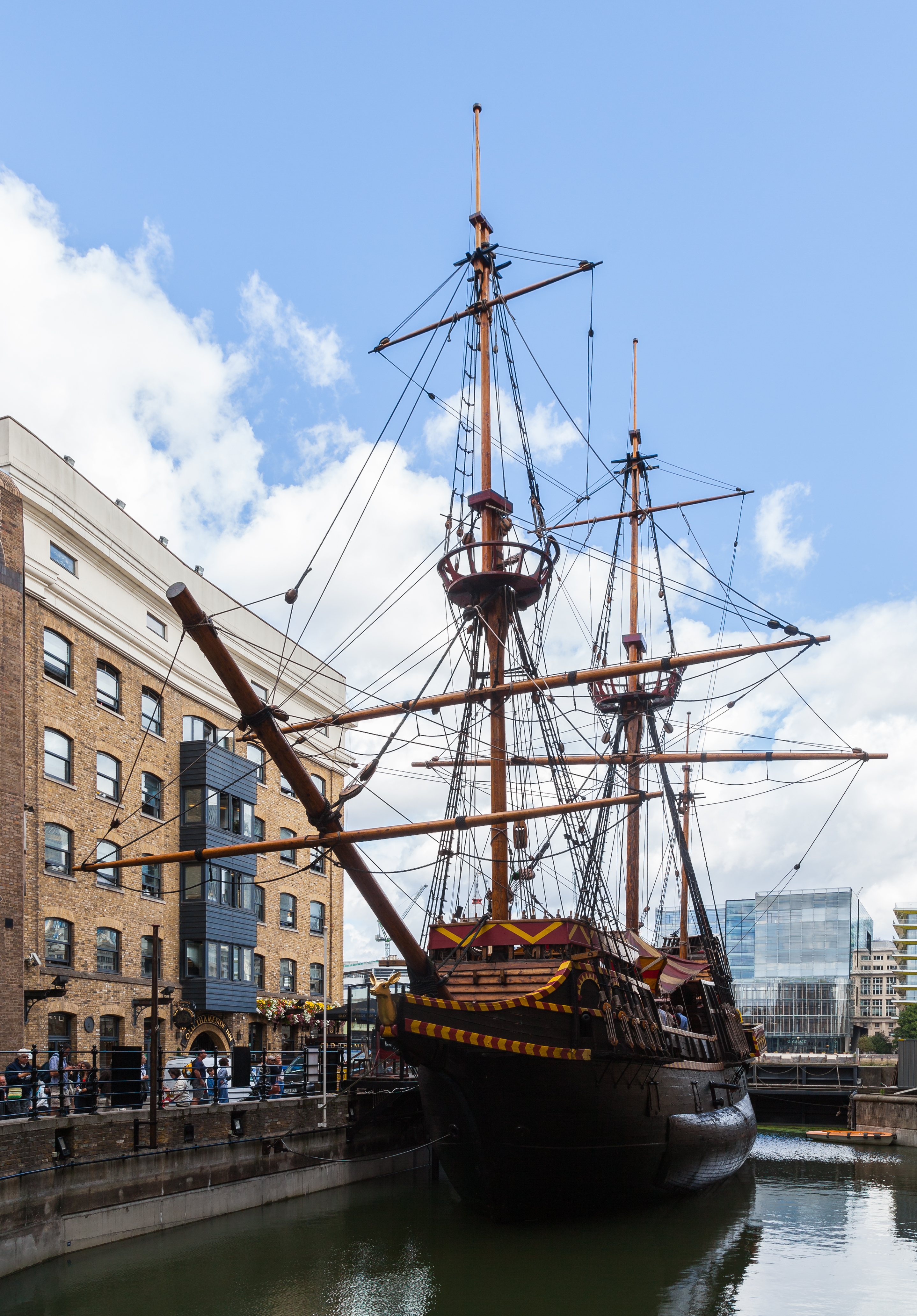
Proue
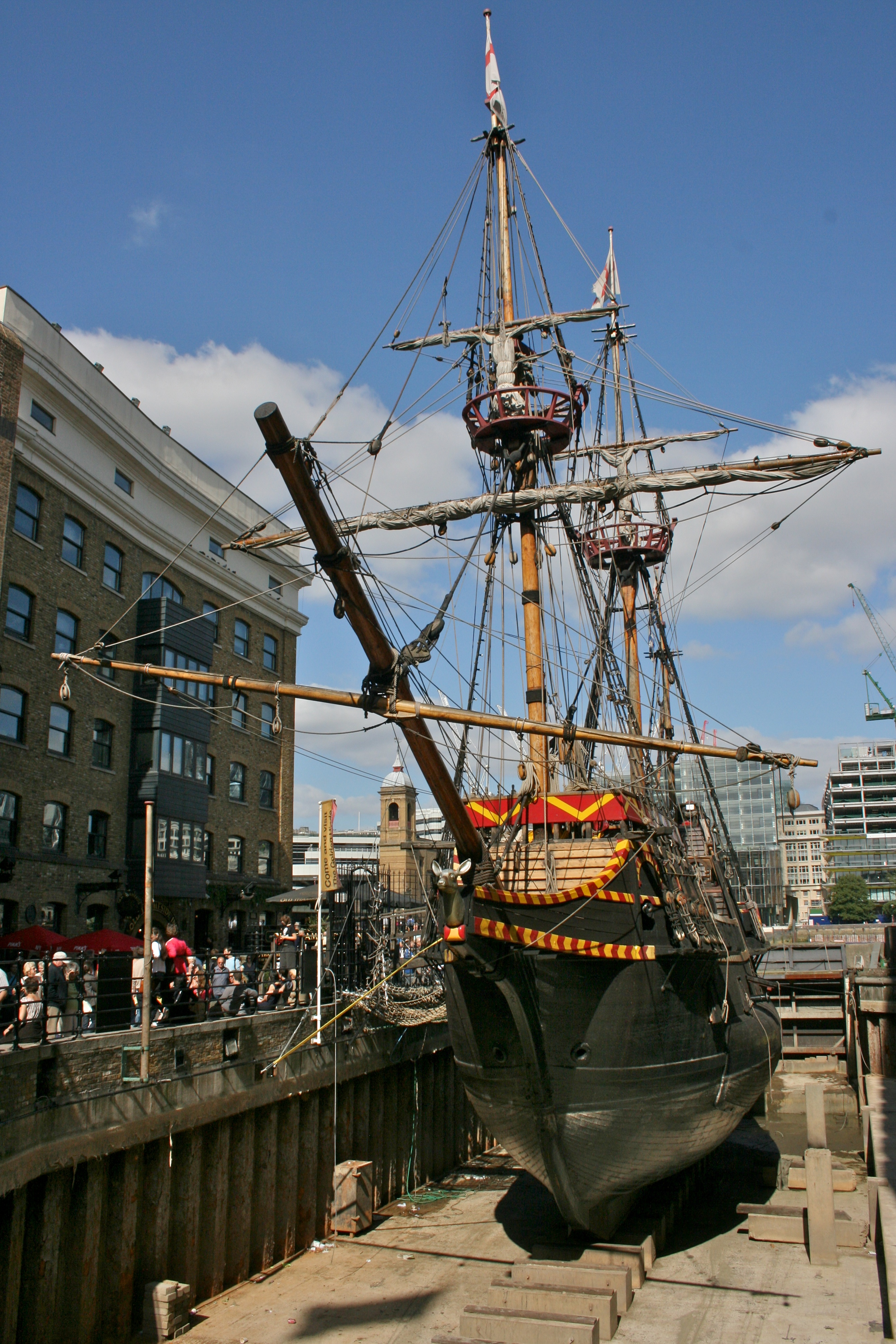
Dans sa darse à sec.
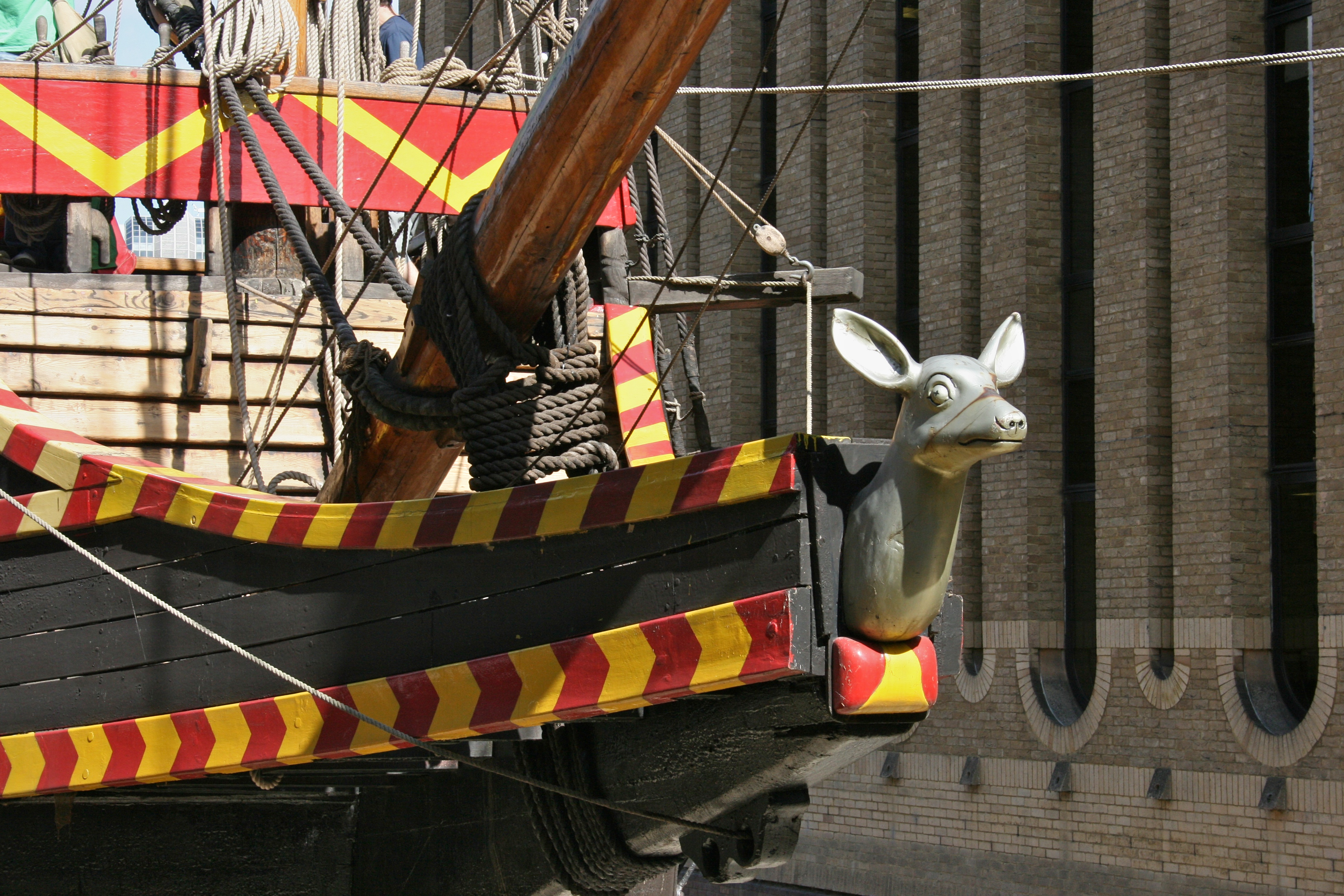
Détail la figue de proue représentant une biche.
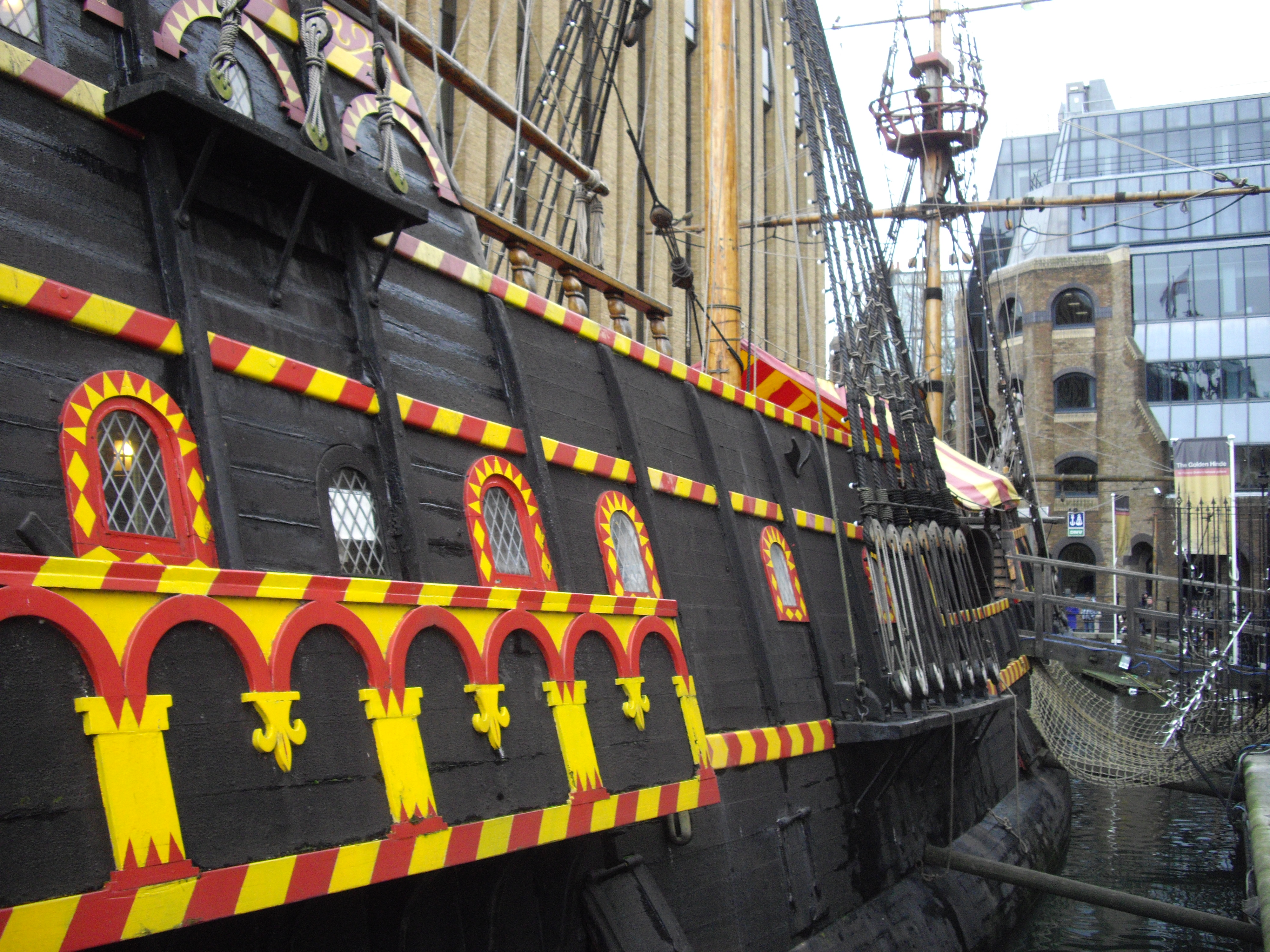
Détail de la coque

### Traduction
- (en) Cet article est partiellement ou en totalité issu de l’article de Wikipédia en anglais intitulé « Golden Hinde (1973) » (voir la liste des auteurs).